# مکنیل (آریزونا)
مکنیل (به انگلیسی: McNeal) یک منطقهٔ مسکونی در ایالات متحده آمریکا است که در شهرستان کوچیز، آریزونا واقع شده‌است. مکنیل ۹٫۷۱ کیلومتر مربع مساحت و ۵٬۴۷۶ نفر جمعیت دارد و ۱٬۲۷۱٫۰۳ متر بالاتر از سطح دریا واقع شده‌است.